# High School Musical 3: Senior Year: Sing It!
High School Musical 3: Senior Year: Sing It! es un videojuego de karaoke para las plataformas PlayStation 2, Wii, PlayStation 3 y PC basado en la película High School Musical 3: Senior Year.

## Canciones
Las canciones incluidas en el videojuego son una recopilación de la trilogía de High School Musical.

## DeHigh School Musical
- We're All In This Together

- Breaking Free

- When There Was Me And You

- Stick To The Status Quo

- Bop to the Top

- Get'cha Head In The Game

- Start Of Something New

## DeHigh School Musical 2
- All For One

- Everyday

- Gotta Go My Own Way

- I Don't Dance (Versión NA)

- You Are The Music In Me

- Work This Out (Versión NA)

- Fabulous

- What Time Is It

## DeHigh School Musical 3: Senior Year
- High School Musical

- Walk Away

- Scream (Versión NA)

- The Boys Are Back

- A Night To Remember

- Just Wanna Be With You

- Can I Have This Dance?

- I Want It All

- Right Here, Right Now (Versión NA)

- Now Or Never (Versión NA)

## Descargables en otros juegos
- De: High School Musical 2

- Bet On It (Descargable en Disney Sing It)

## Edición especial
La edición especial viene dentro de una caja con un micrófono.